# Gutehoffnungshütte

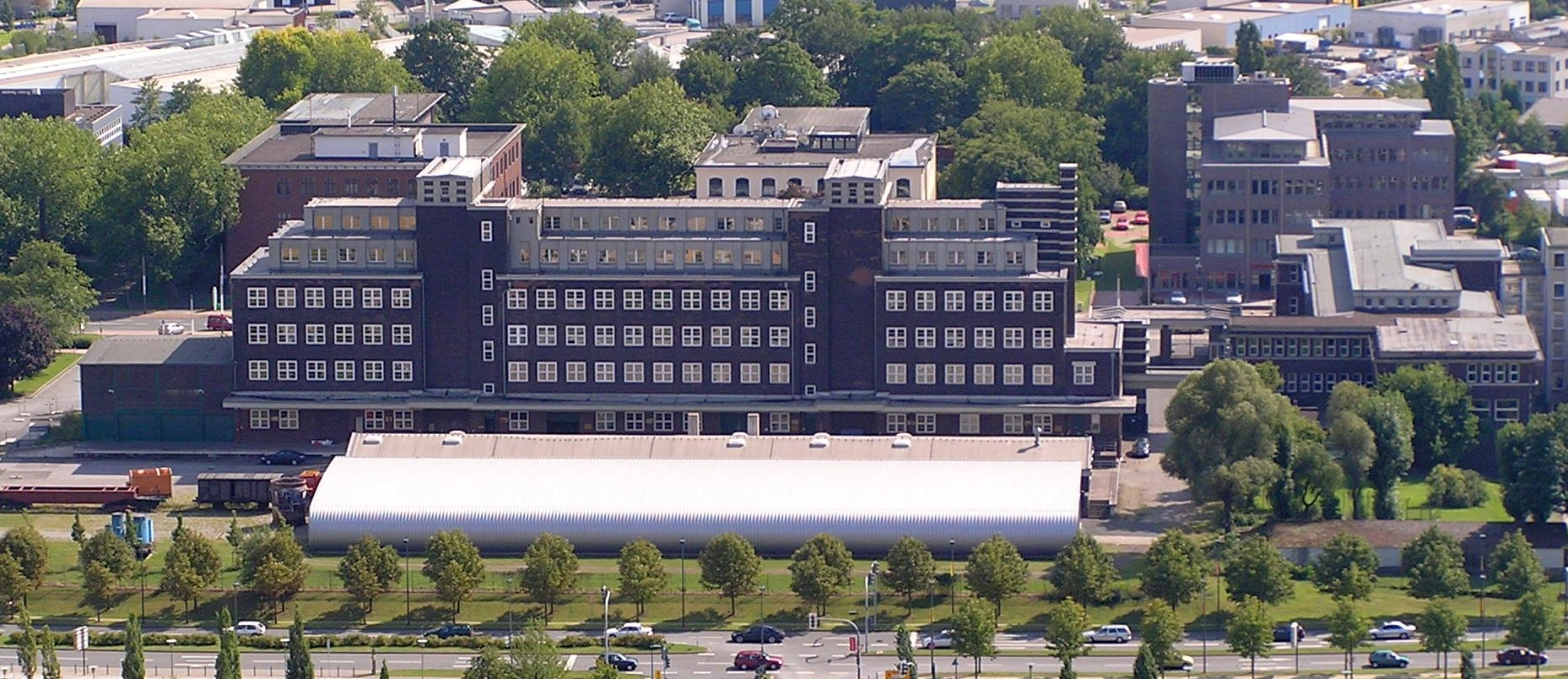
Vroeger hoofdkantoor in Oberhausen

Voluit Gutehoffnungshütte, Actien-Verein für Bergbau und Hüttenbetrieb , afgekort GHH, was een industrieel complex bij Oberhausen in het Ruhrgebied. De naam is vrij vertaald: Hoogoven De Goede Hoop. Het ontstaan van het bedrijf, in 1758, als St.-Antony-Hütte kenmerkt de geschiedenis van het Ruhrgebied als centrum van de ijzerverwerking.
De Hütte Gute Hoffnung begon in 1782. In 1802 gingen Gute Hoffnung en St.-Antony met de Hütte Neue Essen samen in Hüttengewerkschaft und Handlung Jacobi. In 1873 ontstond hieruit de  vennootschap für Bergbau und Hüttenbetrieb Gutehoffnungshütte (GHH).
GHH breidde sterk uit door overnames zoals van de machinefabriek Maschinenfabrik Augsburg-Nürnberg AG (M.A.N.) in 1921.
Na de Tweede Wereldoorlog verplichtte de geallieerde bezetter het concern op te splitsen in 3 delen. De hoogovenafdelingen en de koolmijnen werden afgesplitst en na 1953 bleef enkel de machinebouw samen met dochteronderneming M.A.N. actief onder naam GHH, dat zich in de volgende jaren ontwikkelde tot grootste machinebouwbedrijf in Europa. In 1982 was de omzet 18,7 miljard DM met ongeveer 80.000 werknemers. Daarvan waren er 60.000 actief bij dochteronderneming transportvoertuigenbouwer M.A.N.. M.A.N. kwam in die jaren in een crisis terecht waardoor ook het moederconcern in zwaar water terecht kwam. Er kwam een hervormingsplan voor de gehele onderneming. GHH en MAN werden daarbij helemaal geïntegreerd en het bedrijf ging vanaf 1985/86 verder onder de naam van de dochteronderneming M.A.N. en sinds 2018 onder de naam MAN Energy Solutions.  Sommige bedrijfsafdelingen werden verkocht of gingen verder als zelfstandige onderneming, waarvan enige nog de afkorting GHH in hun naam voeren.  